# مسجد ملكندي
مسجد ملكندي وهو من مساجد العراق الأثرية والتراثية، ويقع في مركز مدينة السليمانية في محلة ملكندي، ولقد شيد في عام 1197هـ/1782م، ويدعى بتكية (وسوباشا)، وجرى تجديدهُ في عام 1391هـ/1970م، من قبل المحسنين ودائرة أوقاف السليمانية، ومن ملحقاتهِ قاعة تقام فيها مجالس العزاء حالياً ولقد كان في السابق يحتوي على مدرسة دينية أول من درس فيها العلامة (مولانا إبراهيم) في زمن (أحمد باشا)، وتعلو سطحهُ مئذنة ذات حوض إسطواني واحد، ويحتوي على مصلى حرم تبلغ مساحتهُ 200م2 وغلف سقفه بالسقوف الثانوية، ومن الأئمة الذين تعاقبوا فيه على منصب الإمامة:
- الملا الحافظ عزيز.
- الشيخ مولانا خالد النقشبندي.
- الشيخ محمد فرج الرباطي.
- الشيخ عبد الكريم المدرس.

وتقام في المسجد الصلوات الخمس المكتوبة.